# Cris de Paris
Ne doit pas être confondu avec Le Cri de Paris ou Les Cris de Paris.
Pour les articles homonymes, voir Cri.
Les « cris de Paris » sont des expressions caractéristiques des métiers d'autrefois, employées plus particulièrement par les divers marchands ambulants de Paris, notamment lors de vente à la criée.

## Histoire
Un peu comme aujourd'hui sur les marchés, ces cris, au nombre d'une cinquantaine, étaient poussés par les marchands ambulants, qui exerçaient leurs activités dans les rues de la capitale, du Moyen Âge à la Première Guerre mondiale. Ils signalaient ainsi leur présence tout en animant les rues et les places de « cette grand'ville si belle mais si bruyante » (Boileau). Ces cris étaient réglementés en fonction de chaque corporation de métier.
Les cris des marchés de Paris du début du XVIe siècle ont été immortalisés par Clément Janequin (vers 1485-1558) dans une chanson  Voulez ouÿr les cris de Paris ? (que l'on connaît en général sous le nom de Les cris de Paris).
Au tout début du XVIIIe siècle, l'une des plus célèbres séries de gravures est celle des Cris de Paris éditée par Jacques Chiquet.

## Quelques cris de métiers
- Vendeur des bigophones : « Qui n'a pas son bibi, son bigot[2] ! ».

- Marchand de bois-charbons : « Bois-charbons, bois-charbons ! ».

Spécialité des bûcherons et des charbonniers puis des bougnats (les Auvergnats). Il s’est agi pendant longtemps de charbon de bois puis de « charbon de terre » à partir de 1850.
Pendant ce temps, les femmes et les enfants des bûcherons et des charbonniers vendaient, au porte à porte, des fagots qu’ils avaient ramassés dans les essarts et les bois et qui servaient à allumer le feu dans la cheminée, avec le cri : « Fagots, fagots ! Beaux fagots ! Au feu les fagots ! Au feu ! ».
- Marchand de coco :

« Coco, coco, coco frais ! Qui veut du coco ? »
« A la fraîche ! à la fraîche ! Qui veut boire ? »
« A la fraiche, qui veut boire ? deux coups pour un liard ! »
- Vendeur de confettis

« Qui n'a pas, qui n'a pas son kiki ? Qui n'a pas, qui n'a pas son kilo ? » Quelquefois il ajoute : « Garanti sans poussières ! »
- Vendeur d'étains : « Étains, étains, les beaux étains ! Pour boire, pour voir, les beaux étains ! ».

Le verre était réservé à la haute classe et les bourgeois recherchaient plats, aiguières, couverts et gobelets en étain qui servaient aussi (comme aujourd’hui) de décoration. Quant aux pauvres gens, ils devaient se contenter pour leurs écuelles et leurs gobelets de terre cuite ou de bois ; leurs couverts étaient de bois.
- Étameur : « Étameur, étameur ! Pour vos poêles, pour vos casseroles ! ».

L'étamage consistait à recouvrir d’une fine couche d’étain tous les ustensiles culinaires (poêles, carafes, casseroles...) en cuivre, car ce métal peut s’oxyder en vert de gris, hautement toxique. L’étamage se faisait sur le fourneau directement chez les clients (l’étain, non toxique, fondant à basse température). Il (re)faisait également les petits miroirs de verre qu'il recouvrait d'une très fine couche d'étain : « le tain » (les grands miroirs étant eux faits à la fabrique).
- Ferblantier : « Fers blancs, fers blancs ! Prenez mes beaux fers blancs ! ».

Le fer blanc, très mince, coûtait moins cher que le cuivre ou le fer ordinaire plus épais. Il servait à fabriquer toutes sortes de récipients : de l'arrosoir à la boîte d'allumettes en passant par le broc et la gamelle.
- Fripière : « Oyez mesdames, oyez ! Des fripes, des fripes, pour pas cher ! ».

La fripière tirait une petite charrette sur laquelle clients et clientes venaient choisir des fripes qui sont des vêtements usagés de faible prix.
- Chevaliers du guet : « Le guet veille ! Il est onze heures, bonnes gens ! Dormez, le guet veille ! Il est minuit, bonnes gens ! Dormez, le guet veille ! » (à décliner selon les heures de la nuit).

Le guet qui faisait la ronde de nuit dans les rues de Paris et des autres capitales européennes (mais aussi des grandes villes de province) était en fait, une milice aussi bourgeoise que nocturne, censée sécuriser les voies de Paris (places, cours, quais, rues, ruelles et venelles), fort peu sûres au Moyen Âge comme à de nombreuses autres époques.
Dans chaque quartier, regroupés en confrérie, riches artisans comme grands et petits bourgeois, brillamment équipés (voir La Ronde de nuit de Rembrandt) se donnaient, finalement, à peu de compte, un rôle et des émotions qui les changeait de leur routine journalière de boutiquier, de changeur ou de notaire.
Comme on les entendait venir de loin, les aigrefins, coquins, vide-goussets et autres tire-laines, avaient tout le temps de regagner Vauvert ou la cour des miracles. Cependant il leur arrivait, tout de même, d’appréhender quelques ivrognes ou malfrats sourds-muets qu’ils s’empressaient de remettre à « Messire le prévôt du Roy flanqué de ses gens d’armes ».
Donc si la pègre de la capitale n’avait pas grand-chose à craindre de ces confréries, à l’inverse, les insomniaques profitaient pleinement de leurs bruyantes parades.
De cette pratique, nous est également restée la chanson « Les Compagnons de la Marjolaine ».

« Qu'est-ce qui passe ici si tard?

Compagnons de la Marjolaine (bis)

Ô guet, sur le gué (bis).... »

- Houx et gui : « Ouzégui ! (sic) - Houx et gui, ouzégui ! Noël, noël ! ». Puis au « Nouvel an, nouvel an ! Guillanneuf! (sic) Au gui l'an neuf ! Guillanneuf ! Au gui l'an neuf ! »

- Apanage des enfants, la vente de végétaux sauvages (fleurs, fruit des bois et branchages de décoration était hautement saisonnière : au printemps, roses et jonquilles ; en mai, muguet, aubépine (l' « arbre de mai ») et framboises, à l'automne, marrons, mures, et champignons ; enfin, houx et gui. La boucle était bouclée, il n'y avait plus qu'à recommencer avec les jonquilles. Dans l'intervalle, ils vendaient des fagots (voir supra) et criaient[7] :

« Je crie : Fagots, bourrées, bûches !

Aucune fois : Fagots ou falourdes !

Quand je vois que point on ne me huche,

Je dis : Adoncques, achetez Gross'femm'lourdes ! »

- Le marchand de balais :

« Quand hazard est sur les balets.

Dieu sçay comme je boy a plein pot;

Il ne m'en chaut, soient beaux ou laids :

Si les vendrais-je à mon mot ? »

- Marchand de marrons : « Marrons, marrons ! Chauds les marrons, chauds ! ».

C’est l’un des rares cris qui ait persisté jusqu’à nous. Mais aujourd’hui comme hier, les marrons sont en fait une sorte de grosse châtaigne. Il ne s'agit donc pas des marrons d'Inde bien connus des enfants mais qui, eux très toxiques, provoquent de fortes hémorragies quand ils sont consommés.
- Marchande d'oranges : « Oranges, oranges ! Qui veut mes belles oranges ? ».

Vendues à l’unité, les oranges, extrêmement rares et chères n’étaient acquises que lors de grandes occasions (mariages, Noël, etc.).
- Marchande d'oublies : « Oublies, oublies ! Elles sont bonnes mes oublies ! ».

 (11 juin 2013).
Les oublies étaient de gros beignets ronds, percés d’un trou (comme les bambalounes italo-tunisiens, ou les donuts anglo-saxons aujourd'hui), que la marchande avait faits durant la nuit et qu'elle enfilait sur un bâton ou une corde, afin de les vendre à l’unité particulièrement lors des fêtes religieuses (l'oublie étant en sorte, l'indulgence commune aux pauvres comme aux riches[pas clair]). Cette pratique était déjà relevée par Guillot de Paris, dans Le Dit des rues de Paris, qui remonte au XVIIIe siècle, bien que l'origine du mot « oublie » soit assez imprécise.
À Marseille, les marchands d'oublies criaient : 

« Marchands d'oublies!

Oublies à la joie! »

puis pendant les premières années de la Restauration :

« Marchand d'oublies,

Vive Louis,

Oublies à la joie,

Vive le roi ! »

À la fin du second Empire, l'usage fit que les oublies changèrent de nom, se mêlant à d'autres sucreries, pour s'appeler plaisirs. Et la « Mère Plaisir » très connue sur le boulevard Saint-Michel était grande et grosse, toujours de bonne humeur. Elle modulait avec une voix bien timbrée son cri resté célèbre :

« Voilà l'plaisir, messieurs,

Voilà l'plaisir, mesdames,

Régalez-vous! »

Puis elle ajoutait malicieuse :

« N'en mangez pas, messieurs, ça fait mourir !

N'en mangez pas, mesdames, ça fait grossir ! »

Chaque passant et passante, comprenait bien sûr l'allusion... et s'empressait d'en acheter pour les dévorer...
- Ramasseur de papiers et chiffons : « Oyez mesdames, oyez ! Vieux papiers, vieux chiffons, j’achète à bon prix ! »

Ces matières, une fois recyclées faisaient un papier de haute qualité : le vélin.
- Marchande de paniers : « Paniers d'osier ! Qu'ils sont beaux mes paniers ! ».

L'osier (qu'il ne faut pas confondre avec le jonc ou le rotin) était l'une des spécialités des Tziganes. Ramassé dans les étangs qui bordaient les routes, ils le tissaient pendant leurs longs voyages en caravane. En fait ce n'était souvent qu'un prétexte, pour dire la bonne aventure (fait sévèrement réprimé par l'Église) - discrètement au coin de l'âtre ou d'une porte cochère...
- Rémouleur : « Rémouleur, rémouleur ! Repasse couteaux ! Repasse ciseaux ! »

Le rémouleur aiguisait (« repassait ») les ustensiles coupants et tranchants des ménagères ou des commerçants, mais aussi les poignards et les épées des gentilshommes, sur une petite meule ambulante qu’il tournait avec ses pieds. Cette activité perdure de nos jours.
- Marchande de racines : « Navets et carottes, ho, ho ! ».

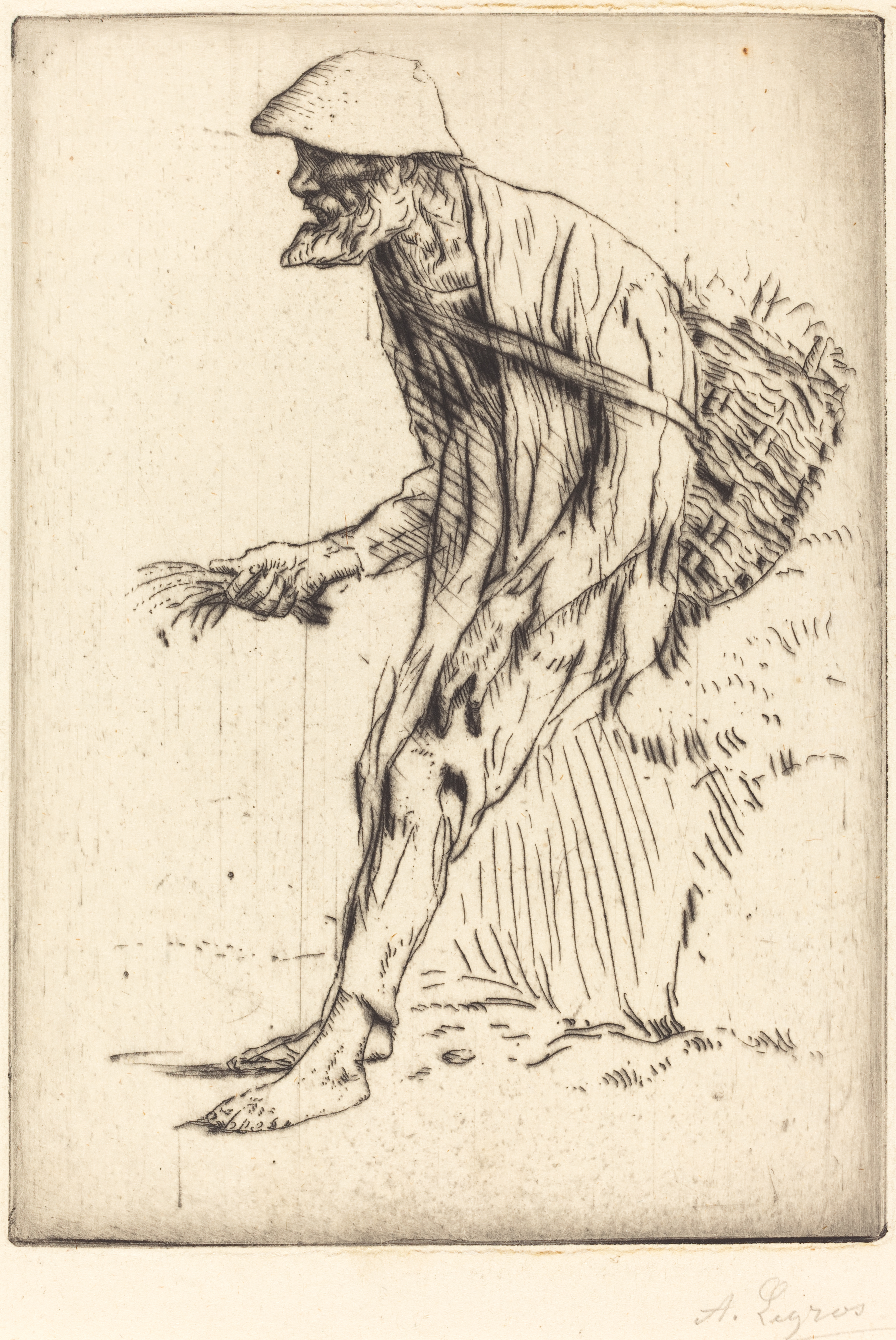
Alphonse Legros, Chickweed Merchant (Marchand de mouron), 1884.

Les racines étaient, jusqu'à la Renaissance, tous les légumes qui poussent sous terre, tels que carottes, navets et poireaux... mais aussi asperges et endives alors que betteraves, choux-raves (et plus tard, rutabagas, patates, topinambours,...) étaient habituellement réservés aux animaux). C'est Parmentier qui réussira à la Révolution à faire manger ces tubercules à ses compatriotes.
- Marchand de seaux ferrés : « Seaux ferrés, seaux ferrés ! Qui veut mes beaux seaux ferrés ? ».

Les seaux ferrés étaient faits de bois cerclé de fer (un peu comme les tonneaux) et servaient au transport de l’eau. Alors que les seaux de fer servaient au transport des cendres chaudes et que les graines et les farines étaient transportées dans des récipients de bois fin et déroulé : les boisseaux.
- Vitrier : « Vitrier, vitrier ! De belles vitres, de bons carreaux ! ».

Le vitrier portait de grandes vitres sur son dos ; il les découpait, avec un diamant à la dimension voulue et les posait, chez ses clients, à l’aide de mastic et de petits clous, en remplacement des carreaux cassés. Mais les plus pauvres mettaient du papier huilé aux fenêtres.
- Serrurier : « Serrurier, serrurier ! De belles serrures, de bonnes clefs ! » en alternance avec : « Serrurier, serrurier ! Verrous et cadenas ! ».

Le serrurier des rues réparait, à domicile, les clés et les serrures coincées ou cassées. Il posait aussi verrous et cadenas.

## Autres cris de métiers
- Allumettes : voir La Petite Fille aux allumettes d'Andersen.

- Colporteurs : « Almanach, almanach ! Qui n'a pas son bel almanach ? ».

- Ramoneurs :

C'étaient souvent de jeunes savoyards. Les enfants plus minces pouvaient au besoin se glisser dans les cheminées. Portant leur attirail sur le dos, coiffés d'un bonnet rouge à pompon blanc, chaussés de bottines, vêtus d'une houppelande rouge serrée à la taille, ils avaient les mains, le visage tout noirs et une grande échelle sur le dos : les plus âgés étaient un peu les précurseurs du Père Noël.[réf. nécessaire]
- Sabotier : « Sabots, sabots. J'en ai de beaux sabots ! Sabots, sabots ! Ils sont beaux mes sabots ! ».

Et le sabotier, joignant le geste à la parole, s'empressait de cogner ses sabots l'un contre l'autre, comme le faisaient les enfants pour s'amuser mais aussi pour effrayer quelque animal dangereux (chiens ou loups, chats sauvages...).
Vers 1850, à Paris, on rencontrait des marchands sur la voie publique avec un assortiment de petits balais suspendus à leur boutonnière et plusieurs grands balais chargés sur les épaules.
Ils criaient: « Des balais! eh! l'marchand de balais! » ou bien: « Faudra-t-il des balais ? »

## Autres versions
En fait des « Cris » sont retrouvés dans toutes les grandes villes tant en France qu’ailleurs. On peut ainsi citer :

### Les «Cris de France»
- Les « Cris de Lille » en français et en dialecte (chtimi).
- Les « Cris de Lyon ».
- Les « Cris de Marseille » en français et en dialecte (provençal).
- Les « Cris de Nice » en français et en dialecte (nissard).
- Les « Cris de Toulouse » en français et en dialecte (occitan).
- Les « Cris de Strasbourg » en français et en dialecte (alsacien). Parmi les types populaires de la rue, vers le milieu du XIXe siècle, figuraient, en bonne place, les marchandes de balais alsaciennes. Le Charivari, de 1832, osa même représenter le ministre Humann en Alsacienne vendeuse de petits balais : plus tard, dans l'opérette d'Offenbach, Litchen et Fritchen, Litchen chantait sur la scène des Bouffes parisiennes avec un (supposé)  accent strasbourgeois :

« Petits palais ! 

Petits palais ! 

Je vends des tuts petits palais ! (Je vends des tout petits balais !) 

Petits palais ! »

« Petits palais ! 

Ah ! Voyez qui's sont pas laids ! »

### Les cris deLondres
Il existe une version anglaise, tout aussi riche, intitulée « Cries of London » (« Cris de Londres », madrigal d’Orlando Gibbons) qui comportait également plus d'une cinquantaine de cris. Par exemple pour la marchande de navets :
- « Turnips and carrots, ho, ho ! » - « Navets et carottes, ho, ho ! »

- « White turnips and fine carrots, ho ! White turnips and fine carrots, ho ! Will you buy my choice carrots and young turnips, ho ! White turnips and fine carrots, ho ! » - « Navets blancs et bonnes carottes, ho ! Navets blancs et bonnes carottes, ho ! Achetez mes carottes de choix et mes jeunes navets, ho ! Navets blancs et bonnes carottes, ho ! »

### Les cris en Flandre et en Belgique
- Des « Cris » sont retrouvés à Bruxelles, Liège et Anvers... tant en wallon qu'en dialecte néerlandais. En 2016, il en existe encore à Mons (pour les ferrailleurs).